# Luis Valcarce Vidal
Luis Valcarce Vidal (Ponferrada, España, 3 de febrero de 1993) es un exfutbolista. Sus posiciones habituales eran las de defensa lateral izquierdo o de extremo en la misma banda. Es hermano gemelo del también futbolista, Pablo Valcarce Vidal.

## Trayectoria
Formado en las categorías inferiores de la S. D. Ponferradina, Luis y su hermano Pablo firmaron en 2012 por el filial numantino, para hacerse un hueco en el filial y entrenar con el primer equipo. Tras debutar en Segunda División, en 2015 renovaron sus respectivos contratos con el Numancia. Los mellizos de Ponferrada se comprometieron entonces con el equipo soriano durante dos temporadas más, hasta junio de 2017, con opción a una tercera.
En mitad de la temporada 2015-16 firmó su primera licencia profesional, certificando así el salto definitivo al fútbol profesional español en el C. D. Numancia. Valcarce jugó seis temporadas en la Segunda División con el conjunto soriano.
En la temporada 2019-20 regresó a Ponferrada. Jugó 27 partidos esa campaña y, al no tener minutos el curso siguiente, en enero de 2021 se fue al Arka Gdynia.
El 28 de enero de 2022, tras haber disputado 16 partidos en la primera parte de la temporada 2021-22, rescindió su contrato con el equipo polaco. Al día siguiente firmó por la Agrupación Deportiva Alcorcón hasta el mes de junio con la opción de extender su contrato un año más. Esto último no ocurrió y el 15 de julio firmó por el C. D. Badajoz, equipo del que salió en diciembre después de haber jugado siete partidos en los primeros meses del curso.
El 24 de enero de 2023, se anuncia su contratación por el Real Avilés, club asturiano que milita en la Segunda Federación. El 29 de enero de 2024, el equipo realavilesino rescinde el contrato que le unía al jugador hasta el 30 de junio de 2024. Solamente llegó a disputar un total de 241 minutos, repartidos en seis partidos, todos ellos durante la campaña 2022-23, sin llegar a estrenarse en la segunda temporada con los blanquiazules, debido a una lesión.
El 11 de febrero de 2025, él mismo anunció su retirada del fútbol, por culpa de esa lesión.

## Clubes
| Club               | País    | Año       | Partidos | Goles |
| ------------------ | ------- | --------- | -------- | ----- |
| C. D. Numancia "B" | España  | 2012-2015 |          |       |
| C. D. Numancia     | España  | 2013-2019 | 105      | 1     |
| S. D. Ponferradina | España  | 2019-2020 | 27       | 0     |
| Arka Gdynia        | Polonia | 2021-2022 | 31       | 1     |
| A. D. Alcorcón     | España  | 2022      | 5        | 0     |
| C. D. Badajoz      | España  | 2022      | 7        | 0     |
| Real Avilés C. F.  | España  | 2023-2024 | 6        | 0     |